# Ранова інфекція
Ранова інфекція — захворювання, яке спричинює попадання різних патогенних (хвороботворних) мікроорганізмів у рану, що призводить до розвитку гнійних і запальних процесів.

## Класифікація
Залежно від характеру збудника, інфекційного ускладнення в рані і реакції організму людини розрізняють такі види ранової інфекції:
- Гнійну, спричинену стафілококами, стрептококами та іншими збудниками;
- Гнильну, збудником якої найчастіше є кишкова паличка[джерело?];
- Анаеробну, збудник — група анаеробних бактерій, які розвиваються без доступу кисню і виділяють сильні екзотоксини;
- Особливу, збудниками якої є Clostridium tetani (збудник правця), Bacillus anthracis (збудник сибірки), рідко Mycobacterium tuberculosis (збудник шкірної форми туберкульозу), Corynebacterium diphtheriae (збудник ранової форми дифтерії, деякі грибки — збудники деяких мікозів;
- Змішану, збудником якого може бути об'єднання збудників згаданих груп.

Через рану відбувається також зараження «содоку», стрептобацильозом, пастерельозом тощо і зрідка сифілісом.

## Лікування
Хірургічне — хірургічна обробка рани (первинна, повторна, вторинна), дренування рани (за показаннями), антибіотикотерапія.

## Профілактика
Профілактика ранової інфекції забезпечується проведенням адекватного хірургічного лікування, зокрема первинної хірургічної обробки рани. У деяких випадках це поєднується з профілактичним призначенням антибіотиків.